# Сказання
Сказа́ння — жанр розповідної літератури Київської Русі про історичних діячів та давні події. Образи і сюжети в сказаннях відзначаються поетичною вигадкою, хоча вони й розповідають про реальні події і про реальних осіб. Сказання наближаються до легенд. Широко відомі сказання про св. Бориса і Гліба, про Мамаєве побоїще тощо.
Каза́ння — один із жанрів давньоруського літопису, близький до повісті та слова.